# Pedro Agustín Pérez
Pedro Agustín Pérez Pérez, más conocido como Periquito Pérez (20 de abril de 1844, Tiguabos, provincia de Guantánamo - 13 de abril de 1914, Boca de Jaibo, provincia de Guantánamo), fue un militar y político cubano.

## Orígenes y primeros años
Hijo de Eligio Pérez y María Pérez. Procedía de una familia de campesinos acomodada y muy unida que poseía una profunda lealtad a España.
Su tío Miguel era capitán y jefe de las escuadras españolas de ¨Santa Catalina¨. Eso determinó que años posteriores, antes de la Guerra de los Diez Años, fuera incorporado a las tropas del ejército español, como voluntario.
En 1862, contrajo matrimonio con Juana Bautista Pérez Gutiérrez.
El 10 de octubre de 1868, estalló la Guerra de los Diez Años (1868-1878), primera guerra por la independencia de Cuba. Para esa época, ya Periquito era voluntario del ejército español.

## Guerra Chiquita y Tregua Fecunda
Al terminar la Guerra de los Diez Años, ya Periquito daba muestras de sentir admiración y respeto por los mambises, por lo cual fue captado por el Coronel Silverio del Prado, para unirse a la causa independentista.
Al estallar la Guerra Chiquita (1879-1880), Periquito se unió a los mambises. Sin embargo, no está registrada la participación de Pedro Agustín Pérez en combates del ejército mambí durante dicha guerra.
En diciembre de 1879, durante dicha guerra, es hecho prisionero tras un ataque enemigo al campamento donde se encontraba y es enviado a Santiago de Cuba, donde escapó espectacularmente, nadando a través de la bahía.
Incorporado a las tropas de Guillermón Moncada, Periquito fue ascendido al grado de Comandante, grado con el que terminó la guerra. Ante la imposibilidad material de continuar la lucha, Periquito depone las armas, como todos los demás mambises, en espera de mejores condiciones para continuar.
Durante la llamada Tregua Fecunda (1880-1895), Periquito continuó conspirando con otros en favor de la independencia de Cuba, a tal punto que fue designado líder de los mambises guantanameros. Denunciado por sus actividades en 1893, pasa a la clandestinidad y se alza en 1894, meses antes del inicio de la Guerra del 95.

## Guerra Necesaria
El 24 de febrero de 1895, estalló la Guerra Necesaria (1895-1898), tercera guerra por la independencia de Cuba. Ya Periquito se hallaba alzado desde 1894 y pronto se incorporó al Ejército Mambí. Las tropas de Periquito buscaron intensamente a los expedicionarios de la goleta "Honor", que habían desembarcado por Duaba, en abril de 1895. Entre dichos expedicionarios, se encontraban los hermanos Antonio y José Maceo, así como Flor Crombet, tres importantes generales cubanos.
Una vez consolidada la guerra, hacia mayo de 1895, el Brigadier Periquito Pérez participó bajo las órdenes del Lugarteniente General Antonio Maceo, en la Batalla de El Jobito, siendo esta su actuación más destacada durante la guerra. Además de combatir bajo las órdenes de Maceo, también combartió posteriormente bajo las órdenes del Lugarteniente General Calixto García.
En 1898, los Estados Unidos intervinieron en la guerra y terminaron de derrotar al ejército español. El 9 de octubre de 1898, el General Pérez entró triunfante con sus tropas en la ciudad de Guantánamo. En enero de 1899, como respuesta a una antigua propuesta de Calixto García, Pedro Agustín Pérez fue ascendido a Mayor General del Ejército Libertador. Poco después, el gobernador militar estadounidense de Cuba, Leonard Wood, lo designó como alcalde de la ciudad de Guantánamo.

## Últimos años y muerte
Electo alcalde de su ciudad y posteriormente reelecto, el gobernador provincial pretende destituirlo, por lo que el General Pérez decide renunciar a su cargo, el 21 de abril de 1903. Pasó los últimos años de su vida en su finca, en Boca de Jaibo. En dicho lugar falleció de causas naturales, siete días antes de cumplir 70 años de edad, el 13 de abril de 1914.